# Sparsh
Sparsh è un film indiano del 1980 diretto da Sai Paranjpye.

## Premi
- National Film Awards
  - 1980: "Best Feature Film in Hindi", "Best Actor" (Naseeruddin Shah), "Best Screenplay" (Sai Paranjpye)
- Filmfare Awards
  - 1985: "Best Movie" (Basu Bhattacharya), "Best Director" (Sai Paranjpye), "Best Dialogue" (Sai Paranjpye)